# Butcher Boys
Butcher Boys to amerykański film fabularny z 2012 roku, napisany przez Kima Henkela oraz wyreżyserowany przez Duane’a Gravesa i Justina Meeksa. Stanowi połączenie horroru, czarnej komedii, a także elementów kina akcji, opowiada historię ucieczki młodych ludzi przed gangiem kanibali. Projekt określono mianem duchowego sequela Teksańskiej masakry piłą mechaniczną, slashera z 1974, którego scenarzystą także był Kim Henkel. Skrypt Butcher Boys był de facto pisany przez Henkela z zamiarem kontynuacji kultowego horroru z lat 70., dopiero w później etapie realizacji stając się odrębną historią. Pierwotnym tytułem dzieła był Boneboys. Obraz oparto na kanwie satyry A Modest Proposal autorstwa irlandzkiego pisarza Jonathana Swifta.
W filmie, w rolach drugoplanowych lub epizodycznych, wystąpiło dziewięciu aktorów związanych z sagą The Texas Chainsaw Massacre: Marilyn Burns, Edwin Neal, John Dugan, Teri McMinn, Bill Johnson, Bill Wise, Perry Lorenz, Ed Guinn oraz James Bargsley. Światowa premiera projektu odbyła się 4 sierpnia 2012 podczas Fantasia International Film Festival w Kanadzie. We wrześniu tego roku film zyskał ograniczoną dystrybucję kinową, a w październiku został wydany na dyskach DVD.

## Obsada
- Ali Faulkner − Sissy
- Johnny Walter − Bossboy
- Derek Lee Nixon − Benny
- Tory Taranova − Barbie (w czołówce jako Tory Tompkins)
- Gregory Kelly − Amphead
- Phillip Wolf − Mikey
- Matt Hensarling − Kenny
- Jon Clinkenbeard − John
- Marilyn Burns − Ruth
- Teri McMinn − kobieta z kilofem
- Edwin Neal − Freddy
- Bill Johnson − pan Grimm
- John Dugan − sprzedawca